# 河源东站
河源東站，位於中国广东省河源市紫金县临江镇年丰村迎客大道旁，乃京港高铁赣深段之车站，建于2019年，由中国铁路广州局集团有限公司管辖。

## 歷史沿革
2016年，贛深高鐵規劃述及設立河源東站。
2017年9月，河源東站設計方案徵集工作啟動。
2019年10月18日，河源東站綜合交通樞紐項目動工。
2020年11月30日，河源東站站房工程主體結構全面封頂。
2021年11月，河源東站站房通過初步驗收。
2021年12月10日，河源東站正式開通運營。

## 建築設計

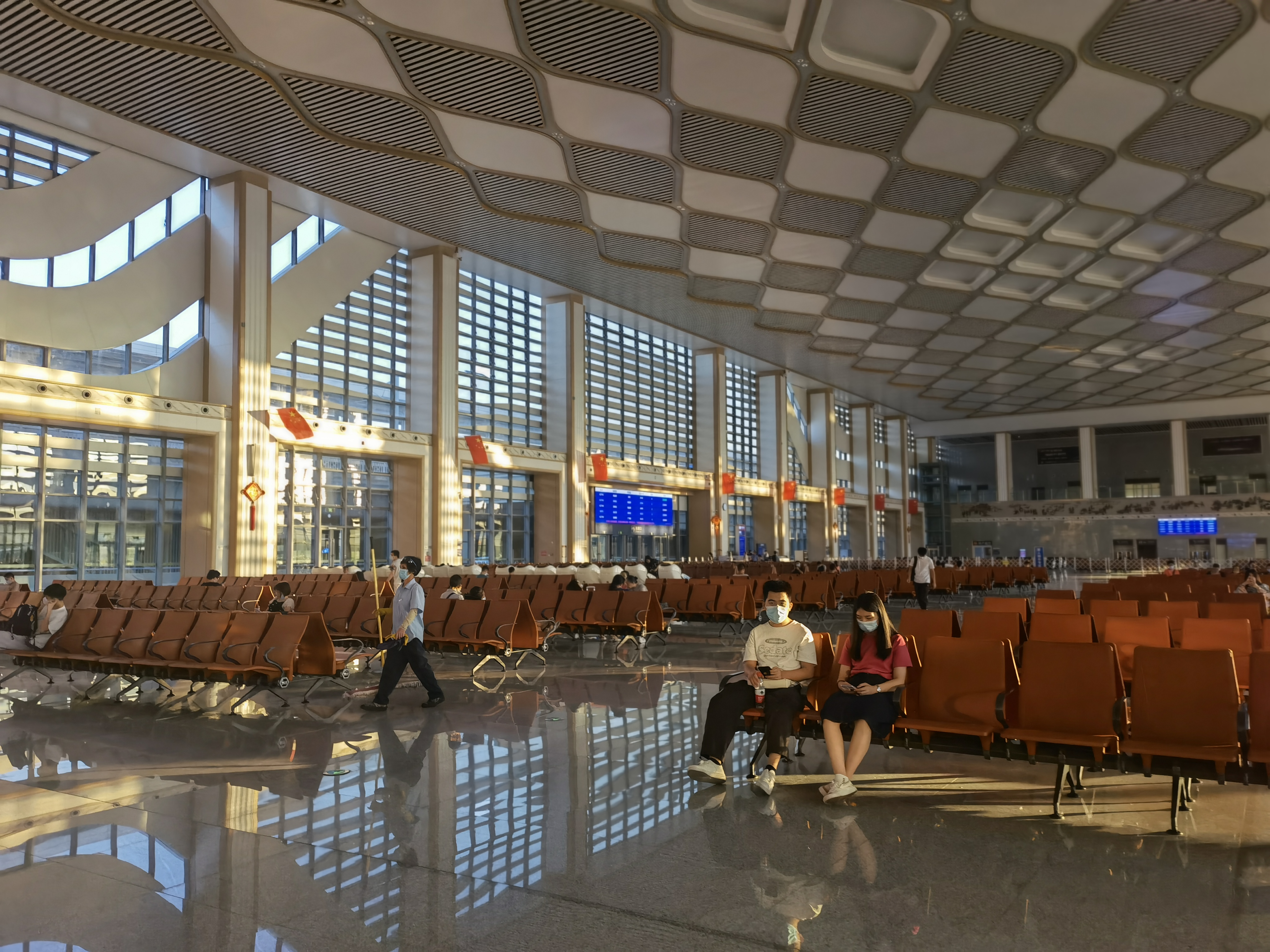
候车厅

站房設計展現「生態河源、現代河源」門户形象，總規劃面積10萬平方米，與贛深高鐵同步建設2萬平方米（不含架空層），採用線側下式站型；中段為兩層，两側為四層；設計年發送旅客量：近期500萬人次、遠期700萬人次；最高聚集人數2500人，遠期高峰小時發送量2300人。
站台風雨棚設計覆蓋整個站台，站台風雨棚設計長度450米。河源东站站場規模為2台6線，設島式站台2座，設到發線6條（含正線2線）；預留广河高速铁路站場規模為2台6線，惠河城際鐵路2台4線。

## 车站楼层
| 地上二层 | 1站台    | 赣深高铁 赣州西方向（下站：河源北） |  |  |
|          | 岛式站台 |                                     |  |  |
|          | 2站台    | 赣深高铁 赣州西方向（下站：河源北） |  |  |
|          |          | 赣深高铁 赣州西方向正线             |  |  |
|          |          | 赣深高铁 深圳北方向正线             |  |  |
|          | 3站台    | 赣深高铁 深圳北方向（下站：博罗北） |  |  |
|          | 岛式站台 |                                     |  |  |
|          | 4站台    | 赣深高铁 深圳北方向（下站：博罗北） |  |  |
| 地面     | 站厅     | 售票处、候车区、进站口、出站口      |  |  |

## 利用状况
截至2025年1月5日全国铁路季度调图，河源东站办理营业客车124列车，其中上行68列、下行56列。